# Toktogul (stad)
Toktogul (ryska: Токтогул) är en distriktshuvudort i Kirgizistan.   Den ligger i oblastet Zjalal-Abad Oblusu, i den västra delen av landet, 180 km sydväst om huvudstaden Bisjkek. Toktogul ligger 988 meter över havet och antalet invånare är 19 336.
Terrängen runt Toktogul är kuperad åt nordost, men åt sydväst är den platt. Runt Toktogul är det glesbefolkat, med 9 invånare per kvadratkilometer. Det finns inga andra samhällen i närheten. Trakten runt Toktogul består till största delen av jordbruksmark.